# Le Livre d'image
Pour plus de détails, voir Fiche technique et Distribution.
Le Livre d'image est un film-collage franco-suisse réalisé par Jean-Luc Godard et sorti en 2018. Il est présenté en compétition officielle lors du festival de Cannes 2018 où il obtient une Palme d'or spéciale.
Il s'agit du dernier long métrage du cinéaste avant son suicide assisté en 2022.

## Synopsis
Selon Jean-Luc Godard, il s'agit d'un film en six parties dont les cinq premières constituent « une très longue introduction [...] comme si avant de voir la main, on voit séparément les cinq doigts », la sixième étant « une espèce de fable » sur une fausse révolution conçue par un chef d'un émirat fictif privé de ressources pétrolières.
La première partie évoque le « remake sous différentes formes, du recyclage infini inhérent à l’histoire de l’art, de la reproduction et de la transformation », la deuxième est consacrée à la Russie à travers Joseph de Maistre, Anna Karénine, le communisme, Rosa Luxemburg, la troisième évoque le monde ferroviaire, le mécanique d'une locomotive est comparée à la mécanique du montage d'un film tandis que la quatrième fait référence à Montesquieu, à la Commune de Paris et à la démocratie. La fin du film, en s'appuyant sur un conte d'Albert Cossery, et la pensée d'Edward Saïd développe une réflexion géopolitique formulée en termes poétiques qui fait de l'héritage colonial et des conflits du Moyen-Orient l'épicentre des compréhensions du monde.
1. Remakes
2. Les soirées de Saint-Pétersbourg
3. Ces fleurs entre les rails dans le vent confus des voyages
4. L'Esprit des lois
5. La Région centrale

À l'instar de sa précédente série Histoire(s) du cinéma (et utilisant parfois exactement les mêmes citations de films), le film examine l'histoire du cinéma et son incapacité à reconnaître les atrocités des XXe et XXIe siècles (en particulier la Shoah, Daech et le conflit israélo-palestinien), les responsabilités du cinéaste et les progrès du discours politique avec l'introduction d'appareils photo numériques et d'iPhones de qualité grand public.

## Fiche technique
- Titre français : Le Livre d'image
- Sous titre : Image et parole
- Réalisation : Jean-Luc Godard
- Scénario : Jean-Luc Godard
- Montage : Jean-Luc Godard
- Production: Fabrice Aragno & Mitra Farahani
- Direction de production : Jean-Paul Battaggia
- Archéologie : Nicole Brenez
- Sociétés de production : Casa Azul Films, Ecran Noir Productions
- Société de distribution : Wild Bunch
- Pays de production :  Suisse,  France
- Langue originale : français
- Durée : 85 minutes
- Genre : film-collage[1], essai cinématographique
- Dates de sortie :
  - France : 11 mai 2018 (festival de Cannes 2018) ; 24 avril 2019 (diffusion télévisée)
  - Suisse : 14 novembre 2018 (Suisse romande)

## Production
Initialement intitulé Tentative de bleu puis Image et parole, sa production remonte à 2016. Vincent Maraval, copropriétaire de Wild Bunch, a indiqué que le réalisateur l'avait tourné « dans différents pays arabes, dont la Tunisie » et qu'il s'agissait d'une réflexion sur le monde arabe d'aujourd'hui. Godard a déclaré au périodique russe Séance qu'il avait réalisé l'œuvre sans acteurs, bien qu'elle ait une intrigue.

## Exploitation
Le Livre d'images a été présenté en avant-première le 11 mai 2018 au Festival de Cannes, puis il est diffusé le 17 avril 2019 sur Arte. Le film est sorti en Blu-ray chez Kino Lorber aux États-Unis le 21 mai 2019.
En Italie, le film est diffusé pour la première fois à la télévision sur Rai 3 dans la nuit du 13 au 14 mars 2020.

### Distinctions

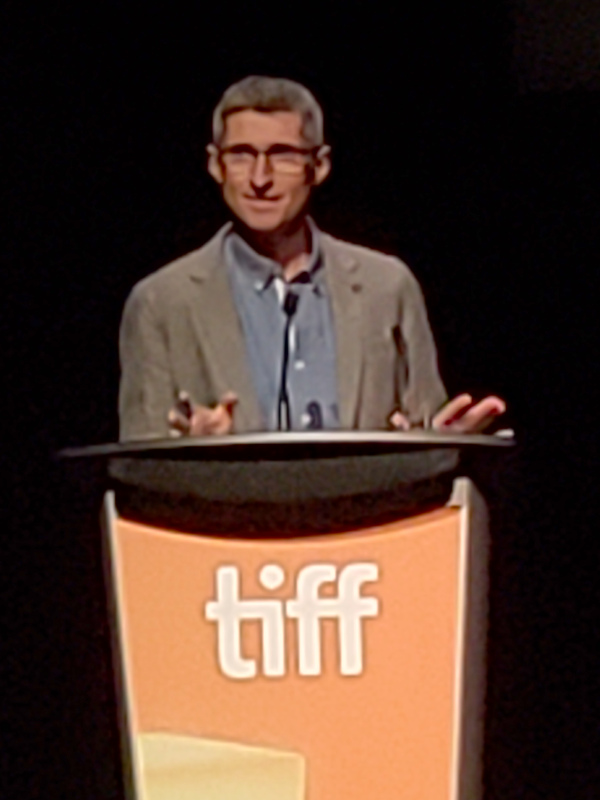
Le producteur Fabrice Aragno présente Le Livre d'image au Festival international du film de Toronto 2018.

Le film est sélectionné au Festival de Cannes 2018 en compétition officielle. Godard souhaitait que le film soit projeté en compétition et aussi aux sélections parallèles du festival : Quinzaine des réalisateurs, Semaine de la critique et ACID. Ce qui lui fut refusé. Lors de la conférence de presse, le cinéaste ne s'est pas déplacé mais répondit à plusieurs questions de journalistes via FaceTime. Le cinéaste reçoit une Palme d'or spéciale, sur dérogation des dirigeants du festival, une première dans l'histoire.
Le cinéaste déclara à propos de la Palme : « [C]'était une catastrophe […] car selon Rilke une catastrophe est la première strophe d'un poème d'amour. […] C'était gentil, mais ce n'était pas nécessaire. »

### Accueil critique
Selon Jacques Morice dans Télérama, on peut regarder Le Livre d'image « pour être ému ou caressé par une pensée fugitive, pour éprouver des sensations, pour ressentir de la nostalgie. Ne pas être intimidé par le bombardement d’images : sous ses allures de Diogène, Godard ne traite pas de choses arides. Il fait surtout appel aux sens et aux sentiments. À une forme de lyrisme, de romantisme exacerbé qui, s’il est souvent noir, n’est pas désespéré ».
Pour Jean-Michel Frodon sur Slate.fr : « Au-delà de l’apparente profusion de motifs, d’idées et de références, le film est construit sur un quadrilatère assez consistant : la guerre, la révolution, l’amour, le cinéma. Ce quadrilatère n’est ni un carré ni un rectangle, mais un trapèze, avec la guerre et la révolution comme base pour le monde d’aujourd'hui et horizon de demain. La guerre est là, et exemplairement dans l’Orient musulman. »
Pour Mathieu Macheret dans Le Monde : « Le Livre d’image frappe par son étrange alliage. Bégaiements de l’image et du son, attaques sèches et intempestives, images sales, baveuses, démantibulées, fouillées jusque dans la chair du photogramme : chaque archive, chaque fragment, est ici investi, non seulement pour ce dont il témoigne, mais aussi comme une matière plastique, infiniment malléable (les sources n’y sont pas sacralisées). »
En Italie, Marianna Cappi estime que Godard « est toujours du côté du contrepoint et de la contradiction. Ses images sont plus que jamais traitées, vidées, colorées, voire niées, et pourtant elles sont les mots mêmes du livre, l'étoffe dont le monde est fait, et même si “nous ne sommes jamais assez tristes pour que le monde aille mieux”, peut-être Shéhérazade en racontera-t-elle une autre histoire, dans mille et un jours ».
Pour Fabio Ferzetti dans La Stampa: « Un film-labyrinthe, stratifié comme un palimpseste ancien, dans lequel on se perd pour mieux se retrouver. Un monologue en cinq chapitres, “comme les doigts de la main”, matelassé d'innombrables citations, cinématographiques ou non. Une jungle d'images et de mots, parfois lancés les uns contre les autres, où toutes les manipulations sont permises et où chaque arbitraire génère de nouvelles suggestions. »
Richard Brody du New Yorker a fait l'éloge du film, le considérant comme « une sorte d'épilogue ou de suite » à l'œuvre précédente de Godard, Histoire(s) du cinéma, et a déclaré que « le film s'articule autour d'un thème : la représentation inadéquate de ce qu'il appelle “le monde arabe” et, en particulier, la pénurie d'images cinématographiques emblématiques du Moyen-Orient », qu'il présente comme un échec du cinéma lui-même, ainsi que du monde en général. Pour Bilge Ebiri, critique de cinéma pour The Village Voice, le film est engageant dans son montage de séquences provenant de sources diverses, mais Ebiri a également fait part de sa perplexité initiale à l'égard du film et de la signification des images choisies jusqu'à ce qu'il s'entretienne avec le critique égyptien Joseph Fahim ; Fahim a fait part à Ebiri qu'avec l'utilisation éclairée d'images du cinéma du Moyen-Orient, Godard tentait de déconstruire le récit occidental donné aux sociétés arabes et l'influence occidentale sur la façon dont l'histoire du cinéma est consignée. Fahim a ajouté que « les images introduites par Godard ici sont inconnues de la plupart des critiques occidentaux qui ont parlé du film en termes poétiques ».